# Живая конституция
Живая конституция (англ. Living Constitution) — теория, сложившаяся в американском конституционализме, которая утверждает, что содержание конституции является динамичным и развивается под влиянием социальных изменений. Идея «живой конституции» заключается в том, что современное состояние общества должно приниматься во внимание при толковании ключевых конституционных фраз, созданных в XVIII столетии.
По словам судьи Оливера Уэнделла Холмса младшего, конституционные споры «необходимо рассматривать в свете всего нашего опыта, а не только смотря на то, что было сказано сто лет назад».
Термин впервые появился в 1927 году в названии книги профессора Говарда Макбейна «Живая конституция: Обзор реалий и легенд нашего Основного Закона».
Альтернативой концепции «живой конституции» является так называемый «оригинализм», который основывается на убеждении, что судебная система не должна создавать, изменять или аннулировать законы (ведь это является сферой законодательной власти), а только обеспечивать их выполнение.

## Живая конституция в США
Конституция США 1787 года включает три компонента:
- преамбулу, которая не признаётся судами и американской доктриной составной частью Основного Закона, а рассматривается только с точки зрения источника, от которого она исходит, и целей, ради которых она выработана: утверждение правосудия, обеспечение внутреннего спокойствия, организация совместной обороны, содействие общему благосостоянию и обеспечению гражданам США благ свободы;
- 7 статей;
- 27 поправок.

Текст Конституции, несмотря на свою простоту, логичность и лаконизм, содержит много нечёткого, неконкретного и противоречивого. Он содержит немало общих выражений. В Конституции отсутствуют положения о важнейших институтах политической власти — о конституционном контроле, политических партиях, исполнительном аппарате; несколько поверхностно характеризуются процедуры избрания высших должностных лиц и органов, парламентская деятельность. В её положениях (в отличие от конституционных актов других государств) отсутствуют понятия вроде «всеобщее голосование», «партия», «бюджет». А важный вопрос о форме государственного правления, которому в других конституциях отводится видное место, в Основном Законе США можно выяснить только из статьи IV; в её основе следующее утверждение: «Соединённые Штаты гарантируют каждому штату в этом Союзе республиканскую форму правления». О форме правления самих же США ничего не сказано.
Мы под Конституцией, но Конституция — это то, что называют нею судьи.Ч. Э. Хьюз, председатель Верховного Суда США (1930-1941)
Пробелы, имеющиеся в Конституции, заполняются весьма медленно. Одной из причин этого является повышенная «жёсткость» Основного закона — усложнённая процедура его изменения. В результате в США наравне с писаным правом действует так называемая «живая» конституция, которая регулирует конституционные отношения. Она сформирована Конгрессом, Президентом, Верховным судом США и включает, в частности, конвенционные нормы. Тем не менее, внесение поправок в основной текст Конституции не облегчает её понимания, поскольку отменённый текст не устраняется. Более того, некоторые поправки изменили положения предыдущих поправок, которые, в свою очередь, модифицировали первоначальный текст (например, последовательные изменения порядка избрания и замещения должностей Президента и Вице-президента, установленные в статье II и поправках XII, XX и XXV). Так же было и со знаменитым «сухим законом», введённым в форме поправки к Конституции, а затем отменённым, когда само общество пересмотрело определённые позиции своего функционирования.
Действующая Конституция США является старейшей из существующих в мире писаных конституций, которая практически в неизменном виде сохраняется вплоть до настоящего времени. Внесённые в Конституцию поправки затрагивают лишь отдельные детали созданного более 200 лет назад конституционного механизма. Поскольку официально действующая Конституция 1787 года содержит лишь общие принципы, их конкретная детализация осуществлялась без официального изменения конституционного текста двумя путями: либо посредством неписаных конституционных обычаев, или главным образом путём принятия соответствующих нормативных актов, то есть в процессе текущего законодательства. Многочисленные и разнообразные нормативные акты, принятые Конгрессом в силу его законодательной прерогативы, являются до настоящего времени важнейшими источниками американского права.
К настоящему времени реально действующая («живая») Конституция США представляет собой синтез конституционного текста с целой серией судебных прецедентов, построенных в виде конституционных доктрин, придающих Основному закону (который трудно поддаётся формальным изменениям) гибкость и динамизм, необходимые для социальных манёвров в условиях меняющейся действительности. Характерно, что в сфере толкования Конституции Верховный суд в меньшей степени, чем в других сферах законодательства, придерживается принципа прецедента: он неоднократно, если этого требовали обстоятельства, отказывался от сформулированных им же самим более ранних конституционных доктрин. В течение XX века он открыто пересмотрел около 150 таких доктрин, кроме того, много прецедентов были им изменены и уточнены с помощью практики «дифференцирования», когда старая конституционная доктрина не отвергалась, а корректировалась относительно нового состава конкретных жизненных фактов.
Американские учёные утверждают, что хотя Конституции США уже более двухсот лет, она до сих пор является основным, важным и, что самое главное, действенным документом; образцом, эталоном для всех других государств и их конституций. Однако за двести лет конституционное право США перенесло важные изменения.
Под «живой» конституцией следует понимать:
- акты толкования Конституции Верховным Судом США;
- конституционные нормы штатов;
- судебные прецеденты;
- законы (акты) Конгресса;
- акты Президента.

Иногда сюда же относят политические институты и властные функции, не зафиксированные в Основном законе, но по своей фактической роли ему равнозначные или даже такие, что превосходят по своей сути его.
Мы никогда не должны забывать, что Конституция, которую мы трактуем […] будет существовать на протяжении веков, таким образом, должна быть приспособленной к различным формам человеческой деятельности.Дж. Маршалл, председатель Верховного Суда США (1801-1835)
Однако самым главным элементом является массив решений Верховного Суда США, толкующих Конституцию с учётом современных потребностей и развития социума. Например, когда Верховный Суд указывает, что Первая поправка (свобода слова, 1791 год) применяется к публикациям в Интернете (который, конечно, не могли себе представить отцы-основатели), ни у кого не возникает никаких возражений.
Целью «живой конституции» является обеспечение процветания общества, обеспечения стабильности и правопреемственности в его экономическом и социальном развитии, решение противоречий между буквой Конституции и фактическим положением общественного, государственного строя.
Значение этой теории в том, что конституция обычно устанавливается с расчётом на дальние политические перспективы, не на одно поколение. Естественно, что её авторы не могли предусмотреть всех нюансов, с которыми столкнутся их последователи. Концепция «живой конституции» теоретически снимает этот риск.
Поэтому, если писаная (стабильная) Конституция США является жёсткой (в смысле сложности внесения поправок к её тексту), то «живая» (динамическая) конституция — гибкая и эластичная, она сравнительно быстро адаптируется к потребностям общества.
Сегодня «живая конституция» в США — результат юридического приспособления конституционной системы страны в современных социально-политических и международных условий.

## Живая конституция в России
По мнению председателя Конституционного суда РФ Валерия Зорькина (2018), принятая в 1993 году Конституция РФ имеет недостатки, которые исправимы путём точечных изменений. Такая позиция противоположна представлениям о радикальной конституционной реформе с целью адаптации текста Основного Закона  к меняющимся социально-правовым реалиям. 
Опыт работы Конституционного суда РФ указывает на потребность в синтезе в рамках понятия права идеи индивидуальной свободы и социальной солидарности — указанный подход к правопониманию в наибольшей степени соответствует ментальности российского народа. Это позволит освободиться от ошибочных представлений о солидаризме как об идеологии авторитаризма и возродить в России солидаристское мировоззрение без искажений, привнесённых социализмом. Особенность современной России  в том, что общество осознаёт связь между социально-экономическими проблемами и несправедливостью приватизации крупной собственности, проведённой в стране в 1990-е годы. А это не только ставит под сомнение легитимность сложившейся системы собственности, но и подрывает доверие к справедливости социального устройства в целом. Поэтому проблема социальной справедливости в её связи с проблемой политической демократии требует сейчас особого внимания со стороны как научного сообщества, так и всех ветвей власти. 
Не менее важно и обусловленное процессом глобализации стремление государства к осмыслению и отстаиванию своей конституционно-правовой идентичности. Концепция конституционной идентичности не ориентирована лишь на защиту прав большинства, но права меньшинств могут быть защищены лишь в той мере, в какой большинство с этим согласно. Поэтому нельзя навязывать обществу законодательную нормативность, отрицающую или ставящую под сомнение ценности общего блага, разделяемые большинством населения страны. При этом исходят из того, что именно писаная конституция является квинтэссенцией конституционной идентичности нации. Нужно признать, что Россия ещё не выработала такую стратегию развития, которая отвечала бы ожиданиям российского общества и его представлениям о справедливости, а также тому новому месту в мире, на которое претендует Россия. Надо суметь соединить присущий российскому народу коллективизм с созданием конкурентной экономической и политической среды.

## В других странах и в международном праве
Концепция «живой конституции» как динамической части конституции фактической прижилась в Канаде (живое дерево), Великобритании, Франции, Германии и других странах.
Теория «живого документа» была воспринята и Европейским Судом по правам человека. Прежде всего, Европейская конвенция по правам человека толкуется, исходя из буквального смысла и сопоставления двух её аутентичных текстов — на английском и французском языках. Однако лаконичные строки Конвенции вряд ли могут дать ответы на большинство вопросов. Именно поэтому Суд всегда исходил из того, что Конвенция является «живым инструментом». Рассмотренные дела позволяют уточнять, конкретизировать, а в чём-то и расширять нормативное содержание защищённых прав человека. Например, на момент принятия Конвенции телесные наказания были нормальным явлением для европейских школ, но уже через несколько десятилетий Суд постановил, что они являются нарушением статьи 3 (запрещение пыток или бесчеловечного или унижающего достоинство обращения или наказания).